# Alyxia laurina
Alyxia laurina là một loài thực vật có hoa trong họ La bố ma. Loài này được Gaudich. mô tả khoa học đầu tiên năm 1829.